# 癌症患者 (絕命毒師)
〈癌症患者〉（英語：Cancer Man）是美國電視劇《絕命毒師》第一季的第四集。由該劇的主創兼節目統籌文斯·吉利根編劇，吉姆·麥凱執導。該集2008年2月17日在AMC首播。故事主要講述在華特（布萊恩·克萊斯頓飾演）及其家人正為高額的化療費用所苦的同時，傑西（亞倫·保羅飾演）久違地回到了家中與自己的父母和弟弟見面。《癌症患者》播出後雖然不如前幾集，但仍普遍獲得了正面居多的評價。

## 劇情
漢克和他的DEA小組對瘋狂小八（Krazy-8）及埃米利歐（Emilio）的失蹤舉行了一次會議，後兩者被揭露是他們的線人。漢克還報告他們發現了純度高達99.1%的冰毒。雖然DEA沒有線索，但漢克認為該產物足以使人成為阿布奎基的新毒梟。之後，華特向漢克、瑪麗（Marie）及小華特（Walter Jr.）表白了自己得癌症的事實，而史凱勒則已在此前就被告知。傑西給了兩個朋友華特製作的一小袋冰毒，並於隔日早晨因幻覺而將家門口的兩名傳教士看成兩名武裝的機車惡棍，這使傑西害怕地逃離了他的房子。
即使家人負擔不起，史凱勒仍與全美頂級腫瘤學家之一預訂了時間。華特說他會從養老金中預支，但實際上他使用了從瘋狂小八（Krazy-8）那佔為已有的錢（他把這筆錢藏在家裡的通風管道中）。與此同時，小華特譴責他的父親對自己的癌症表現得如此怪異且冷淡。之後，當華特前往儲蓄互助社來將現金存入銀行本票時，他的停車位被一個名叫肯（Ken）的富人搶走，討厭的肯還因粗俗、吵雜的電話交談而惹惱了華特和其他顧客。
傑西最終逃到了他富裕父母的房子，並在那睡了一整天後試圖和自己傑出的弟弟傑克（Jake）打好關係。那天晚上，傑西接到一個吸過華特冰毒的友人的電話，對方聲稱認識很多上流社會人士，他們希望得到該毒品並願意為他們製毒來付高額的酬勞。隔日，傑西到華特家希望他繼續製毒，但卻被對方趕了出去；這使傑西在離開前不爽地將他一半的冰毒利潤——4000美元扔給了華特。之後，腫瘤學家告訴華特，癌症已經擴散到淋巴結，雖然已是第三期但仍有可能透過化療來治愈。
在家中，因化療將花費9萬美元，華特對此感到疑慮，如果他仍然去世，家人就將背負全部的債務。而小華特則告誡父親，如果他要這麼輕易地放棄就應該去死。在平克曼家中，一名傭人在傑西的房間裡發現了一支大麻菸，導致他的父母將他趕出了家。原來，這支菸是傑克的，他感謝傑西幫自己背鍋。當傑西在外面等車時，傑克出來要求他將菸還他，但傑西則在離開前將其折斷並踩在了地上，並說：「這大麻太次了」。華特在開車時咳嗽並為此咳出血來；當他駛入加油站時，他注意到肯再度現身。當肯離開車子時，不爽的華特打開對方車子的引擎蓋，用沾水的橡皮刮刀使其汽車電瓶發生短路。隨後，引擎過熱，華特在回到自己的車上時，對方的車子發生爆炸。然後華特平靜地開車離開，留下了一個大發雷霆的肯。

## 反響
〈癌症患者〉在美國首播時的收視率達1.09（即109萬名觀眾）；同時也在取得外界正面居多的評價。IGN網站的塞思·阿米汀（Seth Amitin）給了該集8.6分（滿分10分）並表示：「這似乎是個普通的一集，但發生了許多顛覆性的劇情和角色發展，如果您持續在看先前的劇集，您可能知道為何這集如此地好。能從中推斷的原因很多。」。影音俱樂部網站的唐娜·鮑曼（Donna Bowman）給了再度給了該劇「B-」的評價，她在評論中寫道：「這一集沒有該劇迄今為止所擁有的令人震驚之因素——這是為了長期戰略而移至適當位置的零件。」

## 外部連結
- 在《絕命毒師》官方頁面上的《癌症患者》 （页面存档备份，存于）
- 互联网电影数据库上癌症患者的资料（英文）